# فضل‌علی معظمی
فضل‌علی معظمی سیاست‌مدار ایرانی بود، که در  دوره بیست و دوم  بعنوان نماینده خوانسار و گلپایگان در مجلس شورای ملی حضور داشت.